# 泉麻那
泉 麻那（いずみ まな、1989年6月29日 - ）は、日本のタレント、メイクアップアーティスト。元AV女優。歌手。

## 略歴
2009年にAVデビュー。ギャルAV女優の女王と言われた。女優自体の所属事務所はセレクション。
2012年に引退。引退後は、メイクの仕事に就き、撮影の裏方に転身している。
現役当時から名前を「麻耶」と誤記されることが多く（正しくは「麻“那”」）、パッケージの説明文でも誤ったまま掲載されることがあった。
AIKAと仲が良く双方のインスタグラムに頻繁に登場する。
AV現役時にも手首などにタトゥーは入っていたが、現役中から右首、左足首と増やしていき、引退後は首元、乳房の下にアクセサリー状のデザイン、右腿に銃。左すねにメキシカンスカル、左腿にオオカミ、その他にもこめかみなど全身20か所に彫っている。
また、AV現役時からへそと舌にピアスを開けてたが、引退後に鼻にも開けている。
2018年より、自身がプロデュースするアパレルブランド「alu」を立ち上げる。
2021年、合同会社を設立し「alu」を「DAWG」へ改名。

## 人物
趣味・特技：ショッピング、ブリッジ。
タトゥーをあることを公言しているが、歴史的背景から入れ墨、タトゥーが日本において偏見で見られることも一定の理解を示している。この上で、タトゥーを威圧に使う行為を軽蔑している。

## 出演作品

### アダルトビデオ
2009年
- エスカレートするドしろーと娘 165 Mana 20さい（10月1日、プレステージ）
- WATER POLE 84（10月9日、プレステージ）
- VANILLA 14 小麦ちゃんのお尻（11月3日、プレステージ）
- kira☆kira BLACK GAL 悶絶ロデオドライヴ（11月19日、kira☆kira）
- まぢGAL☆キャンパス娘。（12月1日、プレステージ）
- MINT CONDITION Ⅱ（12月17日、グローリークエスト）
- 24/7【TWENTY FOUR/SEVEN】 11（12月18日、プレステージ）
- hot chocolate 30（12月25日、デジタルアーク）

2010年
- FELLATIO FESTIVAL 15（1月1日、アイデアポケット）
- GALCIR 4（1月1日、アイデアポケット）
- ぎゃるまんナンパ ハメMAX Vol.7（1月7日、GARCON）
- なまゲッChuで、ぎゃるゲッChu。 2（1月13日、プレステージ）
- 放課後わりきりバイト 20（1月15日、S級素人）
- 素人コギャルHEAVEN 4時間 NEO 15（1月15日、おかず。）
- kira☆kira BLACK GAL SPECIAL ～痴女GALS PARTY～（1月19日、kira☆kira）
- ギャル顔騎だお。（1月21日、グローリークエスト）
- ザ・ギャルナン 28（1月21日、グローリークエスト）
- 泉麻那のチュパチュパしちゃうお！（2月4日、グローリークエスト）
- 黒ギャルだょ!!全員集合!!!イタズラ逆ナンはマジやばくねぇ～!!!Vol.02 （2月4日、GARCON）
- The gal’s NIGHT 5 裏ブチアゲPARTY（2月5日、グローリークエスト）
- 沖縄のちゅらギャル 2（2月19日、S級素人）
- 完全撮りおろし カリスマアイドル対抗!! ガチフェラ早出しバトル! 3（2月26日、レアル・ワークス）
- 東京裏撮り女子校生 2（2月26日、おかず。）
- ギャルエステシャン（3月4日、グローリークエスト）
- ギャルとルームシェア!! 普通に口説いても相手にされないのでルームシェアのギャルを募集!!いい人を装ってプライベートに侵入したらヤレるのか?（3月4日、GARCON）
- 痴女GALマナ☆初めての逆ナンパ（3月5日、グレイズ）
- 黒ギャルドラッグレイプ（3月19日、グレイズ）
- イクときはヤバ、マジイク！（3月19日、乱丸）
- kira☆kira SPECIAL BLACK GAL SPECIAL ～泥酔GAL中出し壮絶大乱交～（3月19日、kira☆kira）
- WHAT IS HIP GALS ASS（3月29日、実録出版）
- ギャルWフェラチオ（4月1日、グローリークエスト）
- Men's コンビニエンス 6 接吻性感:唾液たっぷりベロチュー手コキ（4月1日、グレイズ）
- 実録都市伝説 深夜に現れる痴女を検証取材 2（4月15日、グローリークエスト）
- ローリングフェラチオMASTER Vol.3（4月19日、kira☆kira）
- コギャル痴女ちんぽいじめ（4月19日、YeLLOW）
- 「生ギャル」（4月22日、人間考察）
- 人気者で抜こう!!（4月23日、KUKI）
- 素人男優をスカウトin渋谷 「あなたのテクニック、ワタシで試してみませんか?」（4月23日、EROTICA）
- CROWN BABE（4月24日、デジタルアーク）
- 黒ギャルの高速アナルピストン（5月6日、フリーダム）
- 恥じらいのあしのうら（5月6日、フリーダム）
- 生き残ってた!!マンバギャル!!!（5月13日、GARCON）
- 満員バスでうたた寝しているギャルに勃起チ○ポを握らせてみた!!（5月13日、GARCON）
- kira☆kira BLACK GAL 悶絶ロデオドライヴ レンタル版（5月15日、kira☆kira）
- 美脚降臨 02 今時GAL達の脚責め編（5月17日、SEVENTH HEAVEN）
- kira☆kira BLACK GAL W黒尻☆乱打ピストンFUCK（5月19日、kira☆kira）
- 東京のギャルのうち4割が本当はイッたことがない（5月21日、BALTAN）
- 黒ギャル尻コキ（5月21日、虎堂）
- 黒ギャル援交JK VOL.04（5月21日、虎堂）
- 素人コギャルHEAVEN 4時間 NEO 愛蔵版3（5月21日、おかず。）
- ザ・ガンキズム -ギャルの卑猥な顔面騎乗の魅力に迫る-（5月21日、SEX Agent）
- ギャルビザール（6月1日、MOODYZ）
- 男をバカにして小便を飲ませる黒ギャル（6月5日、フリーダム）
- パニック寸前！！突然急停止したエレベーターの密室でギャル5人に無理矢理抜かれちゃいました!!（6月10日、GARCON）
- 中出し黒ギャル女子校生（6月11日、TMA）
- 黒ギャル拷問フェラくらぶ DX4（6月13日、MOODYZ）
- センズリを見て我慢できない女たち（6月18日、SEX Agent）
- 女子高生のディルドオナニー⑦（6月18日、OFFICE K'S）
- タマチオ2 ～金玉を責める女たち～（6月18日、OFFICE K'S）
- 手コキでベロちゅ～ 12（6月19日、YeLLOW）
- ローリングフェラチオMASTER Vol.4（6月19日、kira☆kira）
- 尻EVOLUTION 1.0（6月19日、工藤澪／妄想族）
- おねだり妹ソープ VOL.2（6月24日、ディープス）
- HotChocolate Di3 LIMITED EDITION 006（6月25日、デジタルアーク）
- 噂の黒ギャルに舐められたい！（6月25日、美）
- 黒尻饅頭（7月1日、MOODYZ）
- Girls ギャルズ Hi-Vision collection（7月2日、グレイズ）
- 黒ギャルの悪ノリ本気金蹴り（7月5日、フリーダム）
- オヤジな僕でも出来た！！黒ギャル先生に習う30歳以上童貞オヤジのギャルナンパ入門！（7月8日、GARCON）
- ギャル5人とルームシェア！僕の新居は肉食系の極上ギャルズが住む家だった！！（7月8日、GARCON）
- 放課後ソープランド 黒ギャルver.（7月8日、アキノリ）
- ギャルシャッ！！（7月15日、ワープエンタテインメント）
- 女子コーセーの極エロ丸見え正常位（7月16日、SEX Agent）
- 愛液クチュクチュオナニー 3（7月16日、OFFICE K'S）
- kira☆kira BLACK GAL BEACH 南の島で卑猥な腰振りグラインド☆BEACH FUCK！（7月19日、kira☆kira）
- グローブ手コキ（8月1日、Fetishist／妄想族）
- これぞ興奮の真骨頂! バレないように彼女の親友とこっそりヤル②（8月5日、アキノリ）
- 地元で有名な女子校生に中出し 10（8月13日、Up'S）
- 美脚×ローライズ短パン×露出デート（8月13日、マルクス兄弟）
- オンナに馬乗りになって強制フェラチオさせて、従順なベロにたっぷり舌上発射する僕。（8月15日、ワープエンタテインメント）
- レンタルAV女優（8月19日、YeLLOW）
- 宅配痴女（8月19日、ドグマ）
- kira☆kira BLACK GAL BEACH SPECIAL 黒ギャルリゾート☆灼熱BEACH大乱交（8月19日、kira☆kira）
- 恋するビーチリゾート ～Joy To The SEX！編～（8月20日、S級素人）
- 黒ギャル競泳水着 4時間（8月27日、TMA）
- ミニスカ美脚ふぇちSEX（9月1日、TMA）
- 快楽レズエステ 11 （9月9日、アキノリ）
- 黒ギャル脚コキ（9月17日、虎堂）
- ギャルテコ（9月17日、SEX Agent）
- 渋谷ギャルママ（9月19日、YeLLOW）
- kira☆kira BLACK GAL SPECIAL ぎゃるのり☆ヤリコンSEX!バスの旅（9月19日、kira☆kira）
- 誘惑ブラックキャバ嬢3時間SP（9月19日、CROSS）
- 世界で一番大きなチンポを持つ男のSEX（9月19日、ROOKIE）
- 5分以内に2回ヌイてあげる 2 （9月23日、アキノリ）
- 本能剥き出し生中出しセックス（9月25日、ダスッ!）
- ギャルヘルパー ワシとMANAの介護性活（9月25日、Fantasista）
- 黒ギャルベロベロ接吻マニア（10月1日、虎堂）
- GARCONファン感謝祭 可愛さ最強ギャル軍団と行く！！ギラツキMAX童貞クン限定温泉バスツアー！！！（10月7日、GARCON）
- 渋谷某クラブで知り合った黒ギャル麻那のHなアルバイト（10月13日、隼エージェンシー）
- イグイグ大乱交（10月19日、乱丸）
- 黒ギャルM性感（10月19日、ドグマ）
- 男のイキ顔を顔見するのが大好きなギャル痴女の淫語とセックス（11月13日、U&K）
- Gals Walker（11月18日、グローリークエスト）
- 女子高生ギャルだらけの逆チカン路線バス!Vol.2（12月7日、GARCON）
- アイドル泉麻那の童貞筆おろし（12月13日、マルクス兄弟）
- ブチ切れギャル淫語（12月13日、MOODYZ）

2011年
- 黒ギャル泉麻那と行くM男イジメ温泉旅行(1月5日、フリーダム)
- 黒マグロ!!!援交ギャル校生!（1月13日、U&K）
- ピタパン 着衣尻（1月20日、KEU）
- MOODYZファン感謝祭 バコバコバスツアー2011 ギャルの超ハイテンション大乱交ジャングル!!（2月13日、MOODYZ）
- 完全主観 可愛い教え子と密室温泉旅行（2月19日、アキノリ）
- もしも黒ギャルだらけの‘お色気レストラン’があったら…（2月25日、ケイ・エム・プロデュース）
- kira☆kira BLACK GAL DOUBLE黒GAL女子校生 ～学校のエロ不思議！繰り返す悶絶アクメ～（3月19日、kira☆kira）
- おかず。ガールズの‘牧場に泊まろう！’ 桜りお＆泉麻那（3月25日、ケイ・エム・プロデュース）
- ノーパン High School（4月13日、マルクス兄弟）
- 夜回りギャルの防犯パトロール隊 RUMIKA＆泉麻那（4月22日、ケイ・エム・プロデュース）
- Sadistic Lady 01（5月1日、U&K）
- 暴走！黒ギャルライダーズ エロギャル4人衆が悪いヤツらをカラダで成敗!（5月13日、ケイ・エム・プロデュース）
- 大迫力！ギャル尻 3D RUMIKA×泉麻那（5月20日、ネクストグループ）
- 地獄突き（6月15日、NON）
- kira☆kira BLACK GAL たべ・こーじ×kira☆kira～CHARISMA SHOP GALS～（6月19日、kira☆kira）
- おしゃぶりVENUS（6月19日、エムズビデオグループ）
- 黒GALとニューハーフ 3（7月1日、U&K）
- ウチの社長がデカ尻美脚の黒ギャルで俺のムスコはもう限界かもしれない（7月15日、NON）
- 初・黒GAL人気女優本物中出し（7月22日、本中）
- 黒GAL露出レズFuck！（8月13日、U&K）
- BLACKギャル VS WHITEギャル タイマンレズFIGHT！ ROUND3（8月20日、ディープス）
- キャンプだ！ビーチだ！ハメ☆イケ中出し大乱交（8月25日、Fantasista）
- ギャルサー温泉旅行（9月23日、ケイ・エム・プロデュース）
- 制服黒ギャル肉壷扱い（9月24日、ラマ）
- W腰振り騎乗位本物中出し（9月25日、本中）
- おじいちゃんon the Beach(9月25日、Fantasista)
- 隣人ギャルママが美乳エロ舌・痴女すぎて 俺、もう～我慢汁でちゃう…（10月15日、ソルト・ペッパー）
- 人気黒GALが素人男性と本物中出し（10月25日、本中）
- kira☆kira BLACK GAL SPECIAL-黒ギャル病棟☆小悪魔ナース壮絶大乱交-（11月19日、kira☆kira）
- S級サーファーギャル巨乳中出し まな（11月24日、サムシング）
- 泉麻那、最初で最後のアナルファック（11月25日、ダスッ!）
- 泉麻那が素人M男の自宅に突撃訪問（12月5日、未来フューチャー）

2012年
- 黒ギャル女子校生 凌辱 Vol.1（1月1日、中嶋興業）
- 南国ビーチで生中出しデート（1月25日、Fantasista）
- 黒ギャルボディービルダー（2月19日、Fetish Box/妄想族）
- kira☆kira BLACK GAL SPECIAL-ノーパン黒ギャルと24時間ヤリ放題☆同棲性活-（2月19日、kira☆kira）
- M男 in GAL PARADISE（3月5日、未来フューチャー）
- VAMPIRE/LEMONADE 15（3月7日、デジタルアーク）
- きまぐれ☆ボンテージクイーンのM男調教 7（3月15日、未来フューチャー）
- 催眠中毒 カフェバー店員 麻那 22才（4月10日、催眠研究所）
- 泉麻那の同級生宅に突然 おじゃましま～す!!（4月20日、プレステージ）
- 黒ギャルスナイパー vol.1（4月20日、虎堂）
- POP黒ギャルメイドのご奉仕（5月1日、Fetish Box/妄想族）
- 淫らな言葉ぶっかけてあげるわ 黒ギャルの官能淫語プレイ（5月5日、ジャネス）
- kira☆kira×E-BODY×kawaii*3メーカー連動コラボ作品第2弾！キラカワ☆E学園 HIGH SCHOOL GALS SPECIAL 壮絶中出し大乱交（7月19日、kira☆kira）
- DE LUCH（7月30日、オルスタックピクチャーズ）
- 黒ギャルクーデター（8月18日、虎堂）
- 極上ギャルが心のこもったおもてなし!夢の超高級風俗フルコース!! 2（8月24日、ケイ・エム・プロデュース）
- MOODYZファン感謝祭 うらバコバコバスツアー2012 補欠者救済？バコバス潜入捜査大作戦!!（10月13日、MOODYZ）

2013年
- M男ダイナマイツ! 小悪魔痴女の快感アナル革命（2月1日、JOKER/妄想族）

### 総集編
- 泉麻那 4時間だぉ。（2010年11月4日、グローリークエスト）
- kira☆kira BEST 泉麻那 完全収録4時間SPECIAL（2011年2月19日、kira☆kira）
- 最強黒ギャル伝説 泉麻那 プレミアムBEST 永久保存版 発売記念！未発表、いずみんファン必見「泉麻那の極エロ黒肌ボディーを超フェチ大解剖！！」映像付きで240分！！買わない人は、おつぴーちゃん♪(2011年6月4日、GARCON)
- 泉麻那 いずみんイッケイケ16時間（2011年8月19日、ROOKIE）
- 泉麻那コレクターズエディション4時間（2012年2月13日、マルクス兄弟）
- 痴女QUEEN 泉麻那 BEST 4時間（2012年8月5日、ジャネス）
- 悪戯な泉麻那 パーフェクトコレクション 240分SPECIAL 総集編（2012年10月25日、未来フューチャー）
- 泉麻那 BEST 4時間 THE FREE BITCH IS BACK（2013年3月1日、Fetish Box/妄想族）

### イメージビデオ
- DE LUCH（2012年7月30日、UGANDA）

### PV
- Niyke Rovins-M.C.T feat RHYME GOLD,G.O,K-JACK&十影[6]
- t-Ace-超ヤバイ[7]
- レペゼン地球　Hangover
- CREAM BANANA

### インターネット放送
- トイズハートプレゼンツBUBKA「きのう誰食べた」[8]（2011年10月06日ゲスト出演、ニコニコ生放送）
- 給与明細（2019年11月18日[9]、AbemaTV）

### テレビ番組
- 田村淳の地上波ではダメ!絶対! コーナー：タトゥー銭湯（2019年2月14日[10]）

## 音楽

### シングルCD
- mermaid≠mermaid（2012年10月3日、MILKY POP GENERATION）[11]
  - I love you は魔法じゃない
- Black butterfly（2015年12月18日、MILKY POP GENERATION）[12]